# Карл I фон Глайхен-Бланкенхайн
Карл I фон Глайхен-Бланкенхайн (на немски: Karl I von Gleichen-Blankenhain; * ок. 1460; † 16 октомври 1495) е граф на Глайхен-Бланкенхайн.
Той е единственият син на граф Лудвиг I фон Глайхен-Бланкенхайн († 25 април 1467) и втората му съпруга Катерина фон Валденбург († 27 юли 1494), дъщеря на Хайнрих фон Валденбург († ок. 1435) и Констанца фон Плауен († сл. 1423).

## Фамилия
Карл I фон Глайхен-Бланкенхайн се жени пр. 28 май 1484 г. за графиня Фелицитас фон Байхлинген (* ок. 1468; † сл. 1498/1500), дъщеря на граф Йохан фон Байхлинген († 1485) и Магарета фон Мансфелд († 1468). Те имат децата:
- Кристоф фон Глайхен-Бланкенхайн († пр. 1495)
- Адолф фон Глайхен-Бланкенхайн († пр. 1495)
- Волфганг фон Глайхен-Бланкенхайн († 28 май 1551), граф на Глайхен-Бланкенхайн-Еренщайн, женен на 20 януари 1502 г. за Магдалена фон Дона († пр. 1552), дъщеря му Анна фон Глайхен († 1545) се омъжва 1521/1524 г. за граф Йобст II фон Хоя († 1545)
- Лудвиг II фон Глайхен-Бланкенхайн († 29 април 1522), граф на Глайхен-Кранихфелд, женен за Магдалена Ройс фон Плауен († 8 декември 1521)
- Зигмунд III фон Глайхен-Бланкенхайн († 22 юли 1519)
- Карл фон Глайхен-Бланкенхайн († 14 юни 1500)
- Маргарета фон Глайхен-Бланкенхайн (* ок. 1480; † 1 август 1567), омъжена през 1509/1510 г. за граф Гебхард VII фон Мансфелд-Мителорт († 13 септември 1558)[3]
- Агнес фон Глайхен-Бланкенхайн († 1536), омъжена на 4 юни 1503 г. за граф Гюнтер IV фон Мансфелд-Фордерорт († 5 септември 1526), син на граф Албрехт III фон Мансфелд-Фордерорт († 1484)

Вдовицата му Фелицитас фон Байхлинген се омъжва втори път 1498 г. за граф Ернст IV фон Хонщайн-Клетенберг († 1508).